# Pantropa
Pantropa (z greckiego pan=wszech + tropos=zwrot) – rodzaj diagramowego zadania szaradziarskiego.
Diagram pantropy składa się z pól, do których wpisuje się odgadywane wyrazy odgadywane na podstawie definicji. Wyrazy te są wpisywane w wyznaczone pogrubionymi krawędziami lub wskazane odcinkami linii łamanej ciągi kratek. Rozwiązanie pantropy odczytuje się najczęściej rzędami w oznaczonych kratkach.

## Odmiany pantropy
- Dwurzędówka – pantropa, w której rozwiązanie końcowe odczytuje się w co drugim rzędzie diagramu.
- Pantropa-szyfr – połączenie pantropy z krzyżówką-szyfr lub szyfrogramem.
- Logopantropa – połączenie pantropy z logogryfem.
- Wiropantropa – połączenie pantropy z wirówką.